# Ljusnarsberg (comuna)
Ljusnarsberg ou Liusnarsberga (em sueco: Ljusnarsberg kommun) é uma comuna da Suécia localizada no condado de Orebro. Sua capital é a cidade de Kopparberg. Possui 576 quilômetros quadrados e segundo censo de 2018, havia 4 846 habitantes.